# Воротниковые акулы
Воротниковые акулы, или парасциллиевые (лат. Parascyllidae) — семейство акул из отряда воббегонгообразных. Стройные рыбы размером от 35 до 90 см. Делятся на два рода — Parascyllium и Cirrhoscyllium. Первый из них является эндемиком морей вблизи Австралии, второй встречается в прибрежных водах Японии, Тайваня и Филиппин. Характерной чертой семейства является небольшой вымпелообразный нарост на конце заднего плавника. Название семейства происходит от слов греч. παρα — «сбоку» и греч. Σκύλλα — «акула».
Внешне воротниковые акулы похожи на кошачьих акул. У них такое же тонкое тело, «кошачьи» глаза с окологлазничными выемками, основание первого спинного плавника расположено позади основания брюшных плавников. Отличие состоит в том, что рот у них расположен перед глазами, имеются узкие назальные борозды, ноздри окружены канавками и складками, а медиальные усики берут своё основание не на передней назальной складке.
В целом у воротниковых акул цилиндрическое или слегка сжатое тело без выступов по бокам. Голова узкая и слегка приплюснутая без латеральных складок кожи. Глаза расположены дорсолатерально. Позади глаз имеются крошечные брызгальца. Жаберные щели маленькие, пятая жаберная щель перекрывает четвёртую. Ноздри обрамлены короткими заострёнными усиками, внешний край входящего отверстия и окружен складками и бороздками. Маленький рот расположен на кончике рыла. Спинные плавники одинакового размера. Основание первого спинного плавника расположено позади начала основания брюшных плавников. Грудные плавники маленькие, широкие и закруглённые. Анальный плавник меньше второго спинного плавника. Его основание расположено позади основания второго спинного плавника. У анального плавника широкое основание. Хвостовой плавник асимметричный верхняя лопасть не возвышается над спиной, у её края имеется вентральная выемка. Нижняя лопасть неразвита. Латеральные кили и прекаудальная ямка на хвостовом стебле отсутствуют.
Эти акулы не являются объектом коммерческого промысла, хотя и попадаются в донные тралы.

## Систематика
Существует два рода с восемью видами:
- Cirrhoscyllium Smith & Radcliffe, 1913 — Шарфовые акулы

- Cirrhoscyllium expolitum Smith & Radcliffe, 1913 — Филиппинская шарфовая акула
- Cirrhoscyllium formosanum Teng, 1959 — Тайваньская шарфовая акула
- Cirrhoscyllium japonicum Kamohara, 1943 — Японская шарфовая акула

- Parascyllium — Воротниковые акулы

- Parascyllium collare Ramsay & Ogilby, 1888 — Поперечнополосатая воротниковая акула
- Parascyllium ferrugineum McCulloch, 1911 — Ржавая воротниковая акула
- Parascyllium sparsimaculatum T. Goto & Last, 2002
- Parascyllium variolatum (A. H. A. Duméril, 1853) — Изменчивая воротниковая акула